# Montaña (Revolución francesa)
La Montaña (en francés: Montagne;  Montagnards) fue un grupo político de la Asamblea Legislativa y de la Convención Nacional de Francia, durante la Revolución francesa. Su permanencia en la asamblea nacional duró de 1792 a 1795, fecha en la que fueron eliminados del arco parlamentario y de la vida política. El nombre proviene del hecho de que los diputados miembros de este grupo se sentaban en los bancos más altos de la Asamblea, mientras que los grupos que se sentaban en la parte baja fueron conocidos como "la Llanura" (la Plaine) o "el Pantano" (le Marais). Se conocían como montagnards (en español: montañeros o montañeses) a los parlamentarios y partidarios de la Montaña.
Proceden en su mayoría del club de los Jacobinos, por lo que ambos términos se confunden a menudo. Favorables a la República, liderados por Georges Danton, Jean-Paul Marat y Maximilien Robespierre, conocieron su apogeo en la primavera de 1793, con 300 diputados en la Convención nacional, elegidos, la mayor parte, por el departamento del Sena y de las grandes ciudades. Contrarios a la monarquía, y propensos a una democracia centralizada, los Montañeses, próximos a la pequeña-burguesía, se apoyaron en los sans-culottes y combatieron a los Girondinos, representantes de la alta y media burguesía, a los que consiguieron desbancar del poder el 2 de junio de 1793.
Después de haber estado encerrados por el gobierno de los Girondinos, los motañeses, cuando dominaron la Convención, el Comité de Salvación Pública y el Comité de Seguridad General, impusieron una política de Terror. Los Montañeses se dividieron entonces en varias tendencias distintas. Los partidarios de apoyarse en el pueblo adoptando medidas sociales se agrupaban en torno a Danton, y los que estaban a favor de un periodo de Terror puntual apoyaban a Robespierre. Por otro lado, otra corriente era próxima a los Enragés (rabiosos) de Jacques Roux, y a los Hebertistas, seguidores de Jacques René Hébert.
Ante el llamamiento de los Hebertistas a una nueva insurrección, el gobierno revolucionario arrestó a Hébert y a los principales miembros del club de los Cordeliers en marzo de 1794. Todos fueron ejecutados 20 días más tarde. Al mes siguiente, fueron condenados a muerte y guillotinados Danton y Camille Desmoulins, que lideraban a los Indulgentes, también llamados Moderados, que se habían aliado con los diputados del Pantano para detener el Terror y negociar una paz rápida con la coalición de las monarquías europeas en guerra con Francia. Por esa época, los Montañeses se solían llamar "Montañeses del año III" (Montagnards de l’an III), para distinguirse de los Montañeses “dantonistas”.
Tras la caída de Maximilien Robespierre y sus partidarios (9 thermidor, año II, 27 de julio de 1794) los Montañeses, ya puestos en minoría, intentaron oponerse a la Convención termidoriana en vano. Después de las revueltas fallidas de abril y mayo de 1795, conocidas respectivamente como revueltas de germinal y prairial 1795, sus líderes fueron detenidos, deportados, guillotinados o acallados.
Durante la segunda República (1848-1852), los diputados de la extrema izquierda liderados por Armand Barbès y Alexandre Ledru-Rollin) retomaron el nombre de Montaña para designar a su grupo político. En la misma época, los monárquicos legitimistas más extremistas adoptaron el nombre de Montaña blanca.

## Integrantes
Robespierristas
- Maximilien Robespierre
- Louis Antoine de Saint-Just
- Georges Couthon
- Pierre-François-Joseph Robert

- Augustin Robespierre
- Jacques-Louis David
- Pierre Choderlos de Laclos
- Louis-Michel le Peletier
- François Hanriot
- Jean-Baptiste de Lavalette
- Jean-Baptiste Fleuriot-Lescot
- Antoine Simon
- René Levasseur
- Gilbert Romme
- Jean-Marie Claude Alexandre Goujon
- Félix Lepeletier
- Claude-François de Payan
- François Nicolas Anthoine
- Jeanbon Saint-André
- Marc-Antoine Jullien de Paris
- Marc-Antoine Jullien

Hebertistas
- Jacques Hébert
- Pierre Gaspard Chaumette
- Jean-Paul Marat
- Jean-Baptiste-Joseph Gobel
- Anacharsis Cloots
- François Chabot
- Jean Baptiste Noël Bouchotte
- Stanislas-Marie Maillard
- François-Nicolas Vincent
- Antoine-François Momoro
- Charles-Philippe Ronsin
- Joseph Le Bon
- Jean-Baptiste Carrier
- Jean-Nicolas Pache
- Claude Javogues

Indulgents
- Georges Danton
- Marie-Jean Hérault de Séchelles[2]
- Camille Desmoulins
- Fabre d'Églantine
- Julien of Toulouse
- François Louis Bourdon
- Louis Legendre
- Antoine Marie Charles Garnier
- Antoine Christophe Merlin
- Louis-Marie Stanislas Fréron
- Pierre Philippeaux
- François Joseph Westermann
- Edme-Bonaventure Courtois
- Jacques-Alexis Thuriot de la Rosière

Independientes
- Paul Barras
- Pierre Joseph Cambon
- Edmond Louis Alexis Dubois-Crancé
- Jean Francois Rewbell
- Lazare Carnot
- Philippe-Antoine Merlin de Douai
- Henri Grégoire (Formerly a Plain)
- Pierre Louis Prieur
- Claude-Antoine Prieur-Duvernois
- Elie Lacoste
- Marc-Guillaume Alexis Vadier
- Armand-Joseph Guffroy
- Claude Basire
- Francois Chabot
- Joseph Fouché
- Jean-Lambert Tallien
- Jacques Nicolas Billaud-Varenne
- Bertrand Barère